# Hans Adolph Brorson
Hans Adolph Brorson (20 juin 1694 - 3 juin 1764) est un pasteur piétiste danois, auteur d'hymnes et traducteur d'hymnes en allemand. Il est évêque du diocèse de Ribe,.

## Biographie

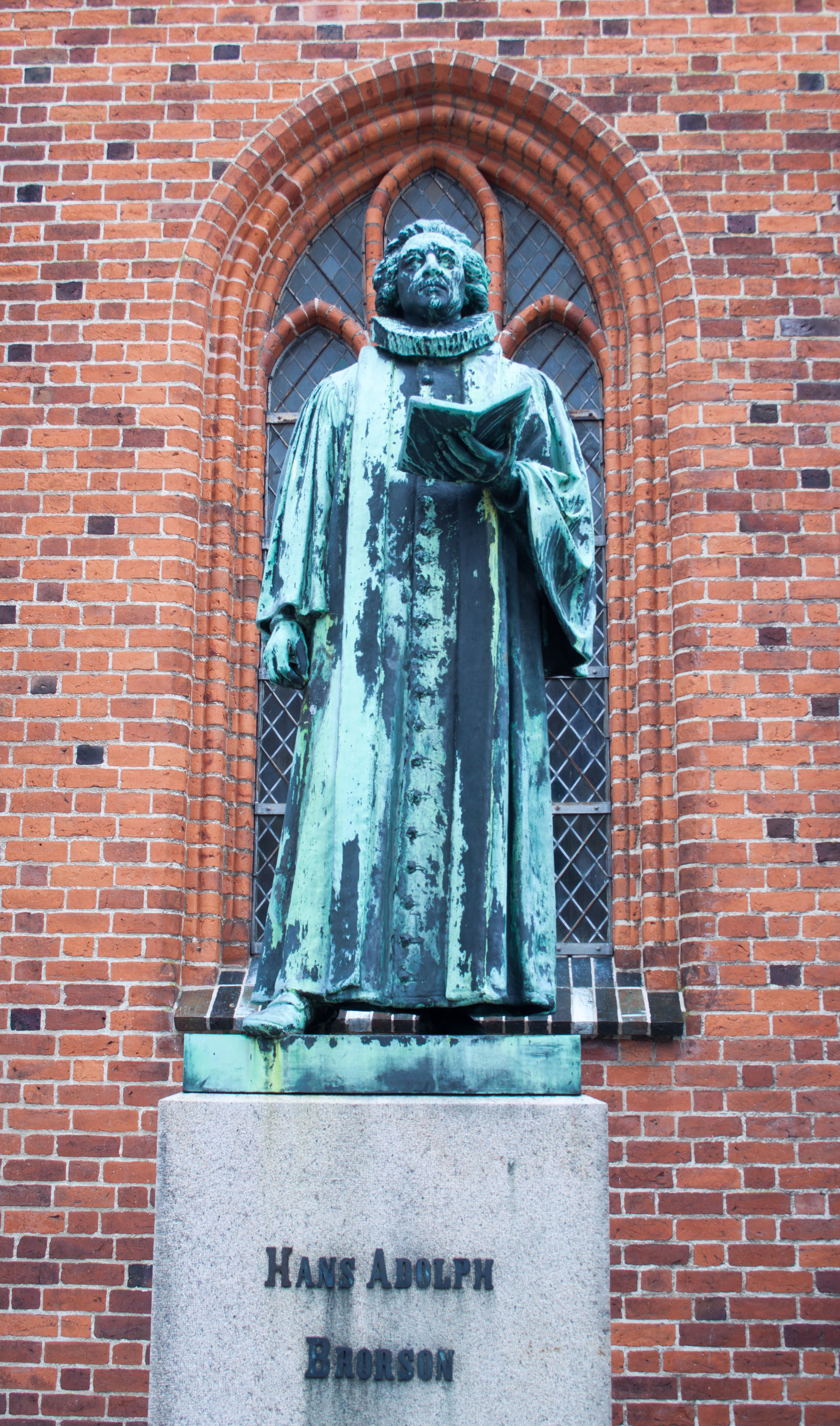
Hans Adolf Brorsonstatue en bronze de la cathédrale de Ribe

Brorson est né au presbytère de Randerup dans la municipalité de Tønder, au Danemark. Il appartient à une famille cléricale : son père Broder Brodersen est curé à Randerup, ses deux frères sont vicaires. En 1712, il est diplômé de l'école de la cathédrale de Ribe. De 1712 à 1716, Brorson étudie la théologie à l'Université de Copenhague. Brorson est nommé recteur de Holstebro en 1721. En 1729, il devient diacre à Tønder. En 1737, Broder est appelé évêque à Aalborg. En 1741, il devient évêque du diocèse de Ribe où il reste jusqu'à sa mort en 1764, et est enterré dans la cathédrale de Ribe.
Il commence à publier des hymnes en 1732 alors qu'il est pasteur dans le sud du Jutland. Son œuvre la plus importante est Troens rare klenodie (1739; "Le rare joyau de la foi"), qui contient de nombreuses traductions d'hymnes piétistes allemands et 82 pièces originales et connait sept éditions du vivant de Brorson. À sa réussite sociale extérieure d'administrateur clérical s'opposent des chagrins privés (un fils fou, la mort prématurée de sa première femme) mais il se résigne à son sort. Certains de ces problèmes sont probablement reflétés dans un deuxième livre d'hymnes, Svanesang ("Swan Song"), qui est publié à titre posthume en 1765. De cette collection, il faut mentionner l'hymne funéraire toujours populaire et plein d'espoir Her vil ties ("Ici se taira").
Presque oublié après sa mort mais "re-découvert" pendant la période romantique, Brorson est aujourd'hui classé parmi les quatre plus grands auteurs d'hymnes danois. Il n'est pas aussi fort que Thomas Kingo en mélodie, mais en retour il est meilleur parolier. En outre, il est peut-être le premier poète important du Jutland méridional dans la littérature danoise. L'hymne de Noël Den yndigste rose er funden (1732) est inclus dans le Canon de la culture danoise. Les paroles de Brorson forment la base des deux premiers de Fire Salmer d'Edvard Grieg, "Guds søn har gjort mig fri" ("Le fils de Dieu m'a libéré") et "Hvad est du dog skjøn" ("O mais tu es belle ').